# Мирзабегова, Саида Заирбеговна
Саида Заирбеговна Мирзабегова (5 февраля 1983) — российская тяжелоатлетка, призёр чемпионата России, тренер. 14-кратная чемпионка Дагестана. Также занималась волейболом и легкой атлетикой.

## Биография
В тяжёлую атлетику из волейбола пришла в 2007 году в Хасавюрте. Первый тренер — Олхозур Эльмурзаев, у которого тренировалась в СДЮШОР им. Мавлета Батырова с 2007 по 2012 год, далее с 2012 по 2015 годы тренировалась у Рамзана Мусаева, после его отъезда тренируется самостоятельно. В июне 2012 года в Саранске стала бронзовым призёром чемпионата России. В конце мая 2013 года в Казани стала серебряным призёром чемпионата России. В 2015 году на чемпионате России в Старом Осколе, выполнила норматив мастера спорта России. С 2016 года представляет хасавюртовскую школу имени Шамиля Умаханова. В апреле 2021 года стала 14-кратной чемпионкой Дагестана. 1 августа 2022 года стало известно, что Мирзабегова дисквалифицирована на четыре года за нарушение антидопинговых правил, срок отстранения Мирзабеговой отсчитывается с 29 июля 2022 года. С 2014 года также является тренером.

## Спортивные результаты
- Чемпионат России по тяжёлой атлетике 2012 — ;
- Чемпионат России по тяжёлой атлетике 2013 — ;